# Горе (Ідрія)
Горе (словен. Gore) — поселення в горах на схід від Ідрії, Регіон Горишка, Словенія. Висота над рівнем моря: 832,5 м.